# Provincia di Khammouan
La provincia di Khammouan (in lao ແຂວງຄໍາມ່ວນ, Khwèeng Khammùan) è una provincia del Laos centrale con capoluogo Thakhek. Nel 2004, contava su una popolazione di 358 800 abitanti distribuiti su una superficie di 16315 km², per una densità di 21,99 ab./km². Il nome della provincia, che significa oro felice, deriva dalle miniere d'oro scoperte nella zona secoli fa.

## Geografia fisica

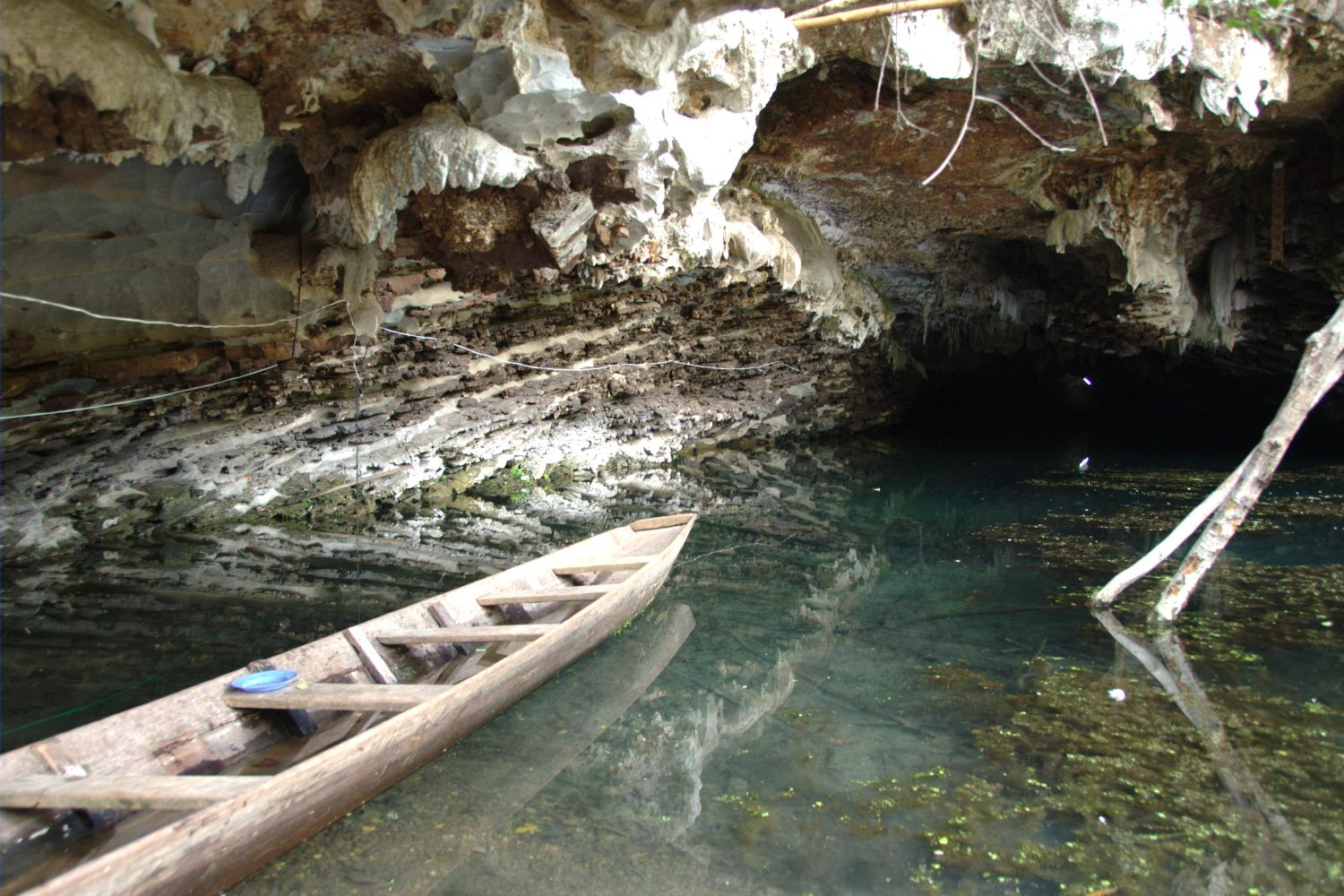
La grotta di Buddha, scoperta nel 2004 nelle montagne di Khammouan, che ospita 229 statue di Buddha

Khammouan confina a nord con la provincia di Bolikhamxai, ad est con il Vietnam, da cui è separato dalla catena Annamita, a sud con la provincia di Savannakhet e ad ovest con la Thailandia, il cui confine è segnato dal Mekong. L'11 novembre del 2011 è stato inaugurato nei dintorni di Thakhek il terzo ponte dell'amicizia thai-lao, che attraversa il Mekong e collega la provincia laotiana a quella thailandese di Nakhon Phanom.
La parte orientale di Khammouan è situata nella fertile pianura del Mekong, le principali colture sono il riso, la canna da zucchero, le banane ed i cavoli. Il terreno sale gradatamente verso est, fino a raggiungere i picchi della catena Annamita, oltre i quali si trova il Vietnam. Le montagne sono prevalentemente composte da pietra calcarea soggetta a fenomeni di carsismo, che hanno dato luogo alla formazione di un'innumerevole quantità di grotte, la più famosa delle quali è quella di Kong Lo, lunga 7,5 km e larga fino a 90–100 m. La zona montana comprende tre aree naturali protette nazionali ed ospita diverse varietà di biodiversità vegetali ed animali. Negli ultimi decenni sono state scoperte in quest'area molte specie di mammiferi sconosciuti, tra cui il saola, il muntjak gigante, il cinghiale delle verruche indocinese ed il topo laotiano delle rocce.
I fiumi più importanti della provincia sono il Xebangfay, l'Hinboun ed il Nam Theun, sul quale è stata costruita la diga Nam Theun 2, che alimenta una centrale idroelettrica. L'impianto collega le acque del Nam Theun e del Xebangfay, è il più grande del suo genere nel paese e genera una quantità di energia tale da soddisfare le esigenze della popolazione locale e da essere esportata nella vicina Thailandia.

## Geografia antropica

### Suddivisioni amministrative
La provincia di Khammouan è suddivisa nei seguenti 9 distretti (in lao: ເມືອງ, trasl.: mueang):
| Codice | Nome del distretto  | Nome lao    |
| ------ | ------------------- | ----------- |
| 12-01  | mueang Thakhek      | ເມືອງທ່າແຂກ   |
| 12-02  | mueang Mahaxay      | ເມືອງມະຫາໄຊ  |
| 12-03  | mueang Nong Bok     | ເມືອງໜອງບົກ   |
| 12-04  | mueang Hineboune    | ເມືອງຫິນບູນ    |
| 12-05  | mueang Yommalath    | ເມືອງຍົມມະລາດ |
| 12-06  | mueang Boualapha    | ເມືອງບັວລະພາ  |
| 12-07  | mueang Nakai        | ເມືອງນາກາຍ   |
| 12-08  | mueang Sebangphay   | ເມືອງເຊບັ້ງໄຟ  |
| 12-09  | mueang Saybouathong | ເມືອງໄຊບັວທອງ |